# Davide Zappacosta
Davide Zappacosta (Sora, 11 de junho de 1992) é um futebolista profissional italiano que atua como lateral-esquerdo. Atualmente joga pela Atalanta.

## Carreira
Nascido em Sora, Lazio, Zappacosta juntou-se à seleção da juventude da Sora da cidade natal em 1998, com seis anos de idade, como um atacante. Na temporada 2006-07, ele era um jogador da equipe sub-15 da Sora na região de Lazio Giovanissimi League. Em 2008, ele se mudou para a vizinha Isola Liri , aparecendo no Campionato Nazionale Dante Berretti sub-20, e fez sua estréia sênior na campanha de 2009-10; Obtendo um total de 14 gols e um gol na liga.

### Atalanta
Em janeiro de 2011, a Zappacosta juntou-se a Atalanta em um acordo de co-propriedade por uma taxa de transferência de € 60.000. Jogou para o Primavera (Atalanta B.C Primavera) por seis meses. Ele apareceu durante a pré-temporada no time principal.

### Avellino
Em 31 de agosto de 2011, aos 19 anos, ele foi assinou com o Avellino inicialmente em acordo temporário. O empréstimo foi convertido em um acordo de co-propriedade por uma taxa de € 40.000 em 2012,  depois que a Atalanta comprou-o diretamente de Isola Liri por uma taxa não divulgada.
Ele jogou 3 temporadas para o Avellino, que as duas primeiras temporadas da Lega Pro Prima Divisione , conquistando o campeonato do Grupo B do terceiro nível na temporada 2012-13 , bem como lotados como grandes campeões após vencer o Trapani do Grupo A. Após a promoção para a Serie B, ele decidiu tatuar a data "05.05.2013". No ano seguinte, ele marcou um gol de estréia na Serie B no jogo venceu 2-1 contra Novara , destacando-se como um dos melhores defensivos da liga.

### Retorno para Atalanta
Em 4 de junho de 2014, a Zappacosta voltou para a Atalanta por uma taxa de € 900,000, assinando um contrato de quatro anos. Ele fez sua estréia oficial com Atalanta em 23 de agosto de 2014 contra A.C Pisa 1909 em uma vitória por 2-0 na terceira rodada de qualificação da Coppa Italia . Em 31 de agosto de 2014, Zappacosta estreou na Serie A , iniciando um empate em casa 0-0 frente a Verona. Em 6 de janeiro de 2015, ele marcou seu primeiro gol da Serie A em um empate 2-2 para Gênova; Repetiu a semana seguinte contra Chievo em Bergamo .

### Torino
Em 10 de julho de 2015, ele foi vendido a Torino, na mesma transferência que trouxe o meio-campista Daniele Baselli para o Piemonte, no total de 10,3 milhões de euros. Ele marcou seu primeiro gol para o clube em 28 de outubro, durante um empate 3-3 em casa para Génova .

### Chelsea
Em 31 de agosto de 2017, ele foi vendido para o Chelsea por uma taxa reportada de €28 milhões mais bônus. Ele assinou um contrato de quatro anos em Stamford Bridge. A transferência foi concluída minutos antes da janela de transferência fechar-se no dia do prazo.

## Títulos
Avellino
- Lega Pro Prima Divisione: 2012–13
- Supercoppa di Lega Pro Prima Divisione: 2013

Chelsea
- FA Cup: 2017–18[4]
- Liga Europa da UEFA: 2018–19

Atalanta
- Liga Europa da UEFA: 2023–24